# Cúige Laighean
Laighean  (engleski: Leinster), jedna od provincija Irske, smještena je na istoku Irske i obuhvaća okruge Carlow, Dublin, Kildare, Kilkenny, Laois, Longford, Louth, Meath, Offaly, Westmeath, Wexford i Wicklow. Leinster ima najveći broj stanovnika među provincijama Irske. Tradicionalno, zastava Leinstera se sastoji od zlatne harfe na zelenoj podlozi.

## Ime
Ime je dobila po skupini stanovništva stare Irske Laighinima.

## Gradovi
Najveći grad pokrajine Laighean je Dublin, glavni grad Republike Irske. Područje utjecaja Dublina ima 1,661.185 stanovnika. Neki od većih dijelova područja utjecaja Dublina su Tallaght (103.301), Blanchardstown (60.000), Clondalkin (43.929) i Lucan (37.622). Grad Kilkenny i njegova urbanizirana okolica ima 23.967 (pri popisivanju stanovnika 2006.).

## Popis gradova
Uz gore navedene gradove u provinciji Leinster nalaze se još:
- Swords  (37.806)
- Drogheda               (35.090)
- Dundalk                (35.085)
- Bray                   (31.901)
- Finglas                (31.529)
- Navan                  (26.938)
- Naas                   (21.715)
- Carlow                 (20.724)
- Wexford                (18.590)
- Mullingar              (18.529)
- Newbridge              (18.520)
- Athlone                (16.888)
- Balbriggan             (15.559)
- Leixlip                (14.676)
- Celbridge              (14.675)
- Greystones             (14.569)
- Portlaoise             (14.275)
- Tullamore              (13.085)
- Longford               (13.000)
- Arklow                 (11.712)
- Malahide               (11.069)
- Maynooth               (10.715)
- Wicklow                (10.070)

## Granice
Danas, sastavljen od dvanaest okruga među kojima se nalazi i stara provincija Meath, u sadašnje doba znana, kao okrug Meath i okrug Westmeath. 
Granice su na zapadu, prema provinciji Connacht, okrugu Longford i okrugu Offaly. Na sjeveru graniči s provincijom Ulster preko okruga Louth, Monaghan i Cavan (zadnja dva administrativno pripadaju provinciji Ulster), dok su granice na jugu prema provinciji Munster okruzi Laois, Kilkenny i Wexford.

## Okruzi
Okruzi (irski contae) koji čine ovu provinciju su:
- Bhaile Átha Cliath (okrug)
  - Bhaile Átha Cliath
  - Átha Cliath Theas (okrug)
  - Dhún Laoghaire-Ráth an Dúin (okrug)
  - Fhine Ghall (okrug)
- Cheatharlach (okrug)
- Chill Chainnigh (okrug)
- Chill Dara (okrug)
- Chill Mhantáin (okrug)
- na hIarmhí (okrug)
- Laoise (okrug)
- Loch Garman (okrug)
- an Longfoirt (okrug)
- Lú (okrug)
- na Mí (okrug)
- Uíbh Fhailí (okrug)